# Haloragis aspera
Haloragis aspera es una especie de planta floral perteneciente al género Haloragis, de la familia Haloragaceae, orden Saxifragales. Crece en el bioma desértico y de matorral seco.
Fue descrita por el botánico británico John Lindley. La especie es válida y aceptada y aparece registrada en una sección de la publicación Journal of an Expedition into the Interior of Tropical Australia: 306 de 1848, editada por Thomas Livingstone Mitchell.

## Distribución
Se distribuye por Australia (Nueva Gales del Sur, Territorio del Norte, Queensland, Australia del Sur, Tasmania, Victoria y Australia Occidental) y en Nueva Zelanda.